# Lisboa Santa Apolonia
Lisboa Santa Apolonia – stacja kolejowa w Lizbonie, w Portugalii. Jest stacją początkową dla głównej linii kolejowej Portugalii Linha do Norte. Została otwarta 1 maja 1865.

## Charakterystyka

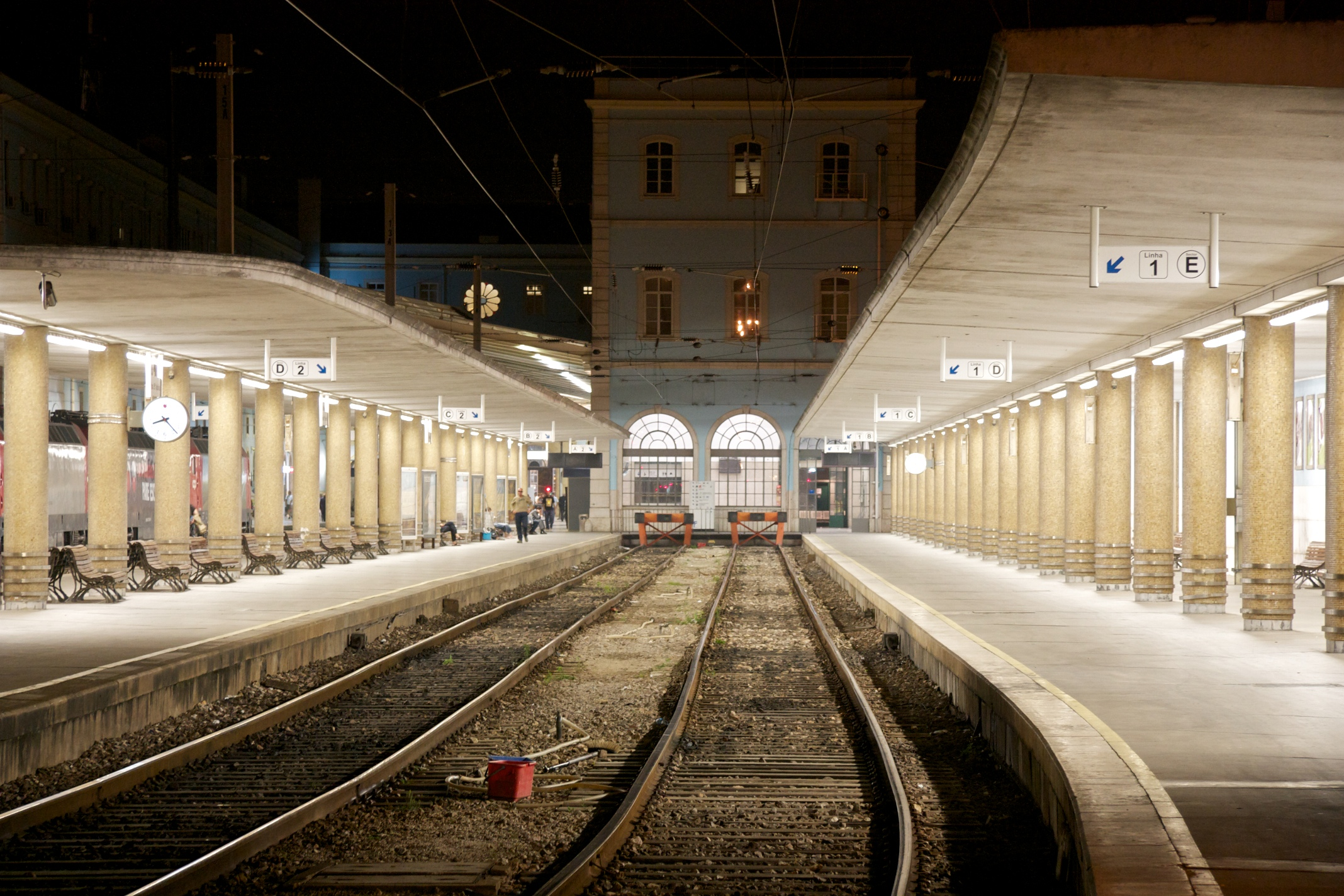
Widok na budynek nocą od strony peronów

Znajduje się w dzielnicy São Vicente de Fora, w Lizbonie, na Avenida Infante Dom Henrique.
Jest jednym z trzech czynnych terminali kolejowych obsługujących Lizbonę. Pozostałe to:
- Estação Rossio (obsługuje pociągi do Sintry i z zachodu)
- Estação do Cais de Sodré (obsługuje pociągi z Cascais)

### Architektura

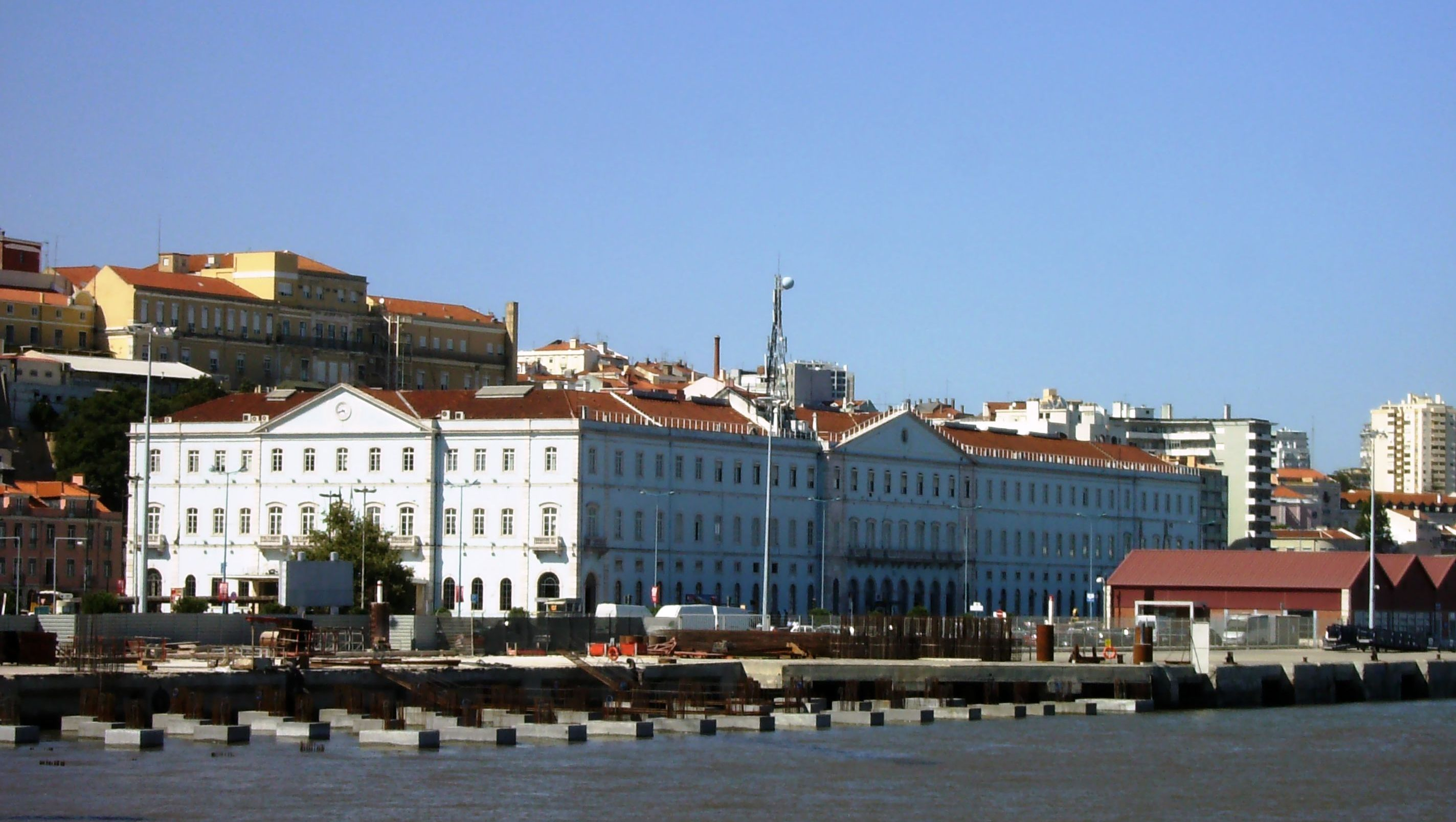
Widok ogólny na budynek dworca

Główna fasada budynku dworca jest symetryczna i nawiązuje do neoklasycyzmu, o czym świadczą dekoracje balkonów, drzwi i ościeżnicy oraz okrągłe łuki okien. Budynek ma 117 metrów długości, 24,60 m szerokości i maksymalną wysokość 13 metrów. Materiały użyte do jego budowy to cegła, wapień kamieniarski, kute żelazo, drewno (sosna) i szkło.

### Infrastruktura
Stacja posiada 6 torów kolejowych o długości w przedziale między 250 a 335 metrów; cztery perony mają długość od 172 do 348 metrów i wysokość 60–70 cm.

## Usługi
Obecnie obsługiwana jest przez portugalskiego przewoźnika kolejowego, Comboios de Portugal, jest stacją początkową lub końcową dla pociągów krajowych, w tym:
- Alfa Pendular
- Intercidades
- InterRegional
- Regional
- CP Urbanos de Lisboa – pociągi podmiejskie do Castanheira do Ribatejo

Jest to również początkiem/końcem dla pociągów międzynarodowych:
- Sud-Expresso: Lizbona-Guarda-Salamanka-Valladolid-Burgos-Hendaye, gdzie łączy się z TGV do Paryża
- Lusitânia Comboio Hotel: Lizbona-Cáceres-Madryt

Wewnątrz stacja znajduje się pasaż handlowy, supermarket „Pingo Doce”, kilka barów, restauracja, kiosk i biuro wynajmu samochodów.
na zewnątrz posiada podłączenie do kilku linii autobusów Carris i do metra w Lizbonie, bezpośrednio łącząc stację z wieloma miejscami w mieście. W pobliżu znajdują się sklepy spożywcze, restauracje, bary, apteka, poczta, a nawet terminal rzeczny Lisboa Santa Apolónia.

## Linie kolejowe
- Linha do Norte
- Linha da Matinha

## Transport miejski
Autobusy Carris:
| Linia          | Kierunki                                | Trasa |
| -------------- | --------------------------------------- | --- |
| 2 0 6          | Cais do Sodré ⇄ Senhor Roubado ML       | Santa Apolónia – Sapadores - Praça do Chile - Av. Roma - Musgueira - Lumiar - Senhor Roubado ML                                                                              |
| 2 0 6          | Cais do Sodré ⇄ Senhor Roubado ML       | Santa Apolónia – Sul e Sueste - Cais do Sodré |
| 2 1 0          | Cais do Sodré ⇄ Prior Velho             | Santa Apolónia – Xabregas - Poço do Bispo - Olivais - Estação Oriente - Moscavide - Portela - Prior Velho                                                                    |
| 2 1 0          | Cais do Sodré ⇄ Prior Velho             | Santa Apolónia – Sul e Sueste - Cais do Sodré |
| 7 0 6          | Santa Apolónia ⇄ Cais do Sodré          | Santa Apolónia – Vale Escuro - Praça do Chile - Gomes Freire - Marquês de Pombal - São Bento - Santos - Cais do Sodré                                                        |
| 7 1 2          | Santa Apolónia ⇄ Alcântara-Mar          | Santa Apolónia – Sapadores - Gomes Freire - Marquês de Pombal – Campolide - Alcântara Mar                                                                                    |
| 7 2 8          | Restelo ⇄ Portela                       | Santa Apolónia – Xabregas - Poço do Bispo - Parque das Nações Sul - Estação Oriente - Moscavide - Portela                                                                    |
| 7 2 8          | Restelo ⇄ Portela                       | Santa Apolónia – Sul e Sueste - Cais do Sodré - Alcântara - Belém - Restelo                                                                                                  |
| 7 3 4          | Santa Apolónia ⇄ Martim Moniz           | Santa Apolónia – Graça - Martim Moniz |
| 7 3 5          | Cais do Sodré ⇄ Hospital de Santa Maria | Santa Apolónia – Sapadores - Praça do Chile - Al.Afonso Henriques - Av. Roma - Campo Grande - Hospital de Santa Maria                                                        |
| 7 3 5          | Cais do Sodré ⇄ Hospital de Santa Maria | Santa Apolónia – Sul e Sueste - Cais do Sodré |
| 7 5 9          | Restauradores ⇄ Estação do Oriente      | Santa Apolónia – Xabregas - Bairro Madre Deus - Bairro do Condado - Bairro das Amendoeiras I.S.E.L. - Olivais Sul - Encarnação - Olivais Norte - Moscavide - Estação Oriente |
| 7 5 9          | Restauradores ⇄ Estação do Oriente      | Santa Apolónia – Sul e Sueste - Restauradores |
| EXPRESSO 7 8 1 | Cais do Sodré ⇄ Prior Velho             | Santa Apolónia – Xabregas - Poço do Bispo - Parque das Nações Sul - Olivais Sul - Olivais Norte - Prior Velho                                                                |
| EXPRESSO 7 8 1 | Cais do Sodré ⇄ Prior Velho             | Santa Apolónia – Sul e Sueste - Cais do Sodré |
| EXPRESSO 7 8 2 | Cais do Sodré ⇄ Moscavide               | Santa Apolónia – Xabregas - Poço do Bispo - Cabo Ruivo - Estação Oriente - Moscavide                                                                                         |
| EXPRESSO 7 8 2 | Cais do Sodré ⇄ Moscavide               | Santa Apolónia – Sul e Sueste - Cais do Sodré |
| 7 9 4          | Sul e Sueste ⇄ Estação do Oriente       | Santa Apolónia – Xabregas - Chelas - C.C. Belavista - Bairro da Flamenga - Bairro dos Loios - Bairro das Amendoeiras I.S.E.L. - Cabo Ruivo - Estação Oriente                 |
| 7 9 4          | Sul e Sueste ⇄ Estação do Oriente       | Santa Apolónia – Sul e Sueste |

- 781 EXPRESSO Cais do Sodré ⇄ Prior Velho, via Olivais
- 782 EXPRESSO Cais do Sodré ⇄ Moscavide, via Cabo Ruivo
- 794 Sul e Sueste ⇄ Estação do Oriente, via Chelas

Metro w Lizbonie:

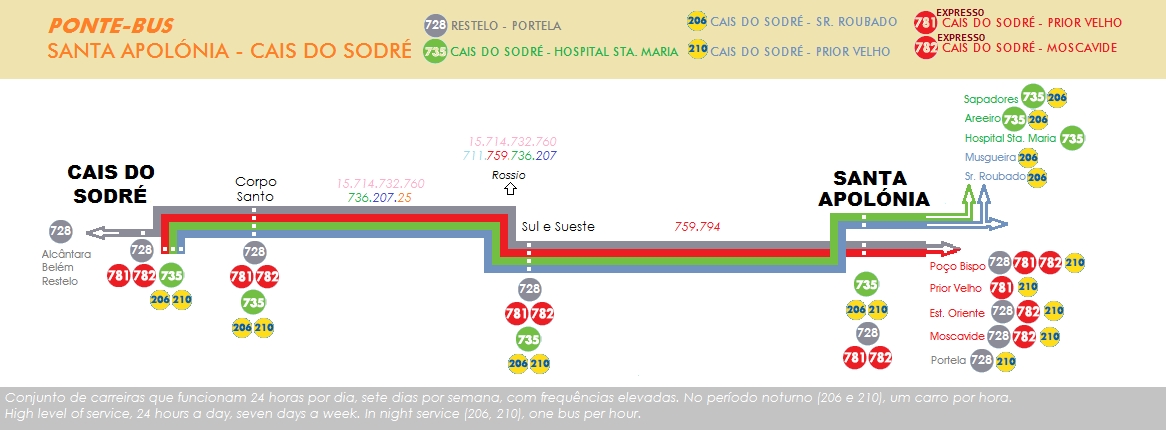
Ponte-Bus Santa Apolónia ⇄ Cais do Sodré

- Santa Apolónia ⇄ Falagueira via Rossio, Marquês de Pombal, Sete Rios e Pontinha

 Miejska sieć pociągów CP Lisboa obsługuje następujące miejsca w Lizbonie:
- Lisboa - Santa Apolónia
- Braço de Prata
- Oriente

## Historia

### Planowanie
W grudniu 1844 roku został założony projekt z inicjatywy José Bernardo da Costa Cabral, Companhia das Obras Públicas, w którym jednym z głównych celów było budowa linii kolejowej pomiędzy Lizboną i Hiszpanią oraz połączenie kolei ze statkami w stolicy Portugalii. W tym czasie powstały Cais da América i Cais da Europa, pozwalające pasażerom z całej Europy, pociągiem dostać się na bezpośredni transfer na statek wycieczkowym płynącym w kierunku Ameryki.
Oryginalny plan budowy tego połączenia zakładał budowę na Cais dos Soldados; jednak w grudniu 1852 roku inżynier Thomas Rumball zaproponowała dwie alternatywy, obok Museu Militar de Lisboa, lub w pobliżu Largo do Intendente. Kolejny inżynier, Harcourt White odrzucił także w styczniu 1853 r. opcję Cais dos Soldados, stwierdzając, że nie było w tym miejscu, wystarczająco dużo miejsca do budowy stacji. Zamiast tego zasugerował miejsce obok rzeki, przy kościele w Xabregas, gdzie w tym czasie, było bardzo dużo wolnego miejsca. Komitet Wykonawczy został powołany do planowania budowy stacji Lizbona, który proponował budowę w obszarze Rocha do Conde de Óbidos, dla obiektów zarówno pasażerskich jak i towarowych. Budowa połączenia kolejowego do Hiszpanii rozpoczęła się w tym roku, pod zarządem Fontes Pereira de Melo.

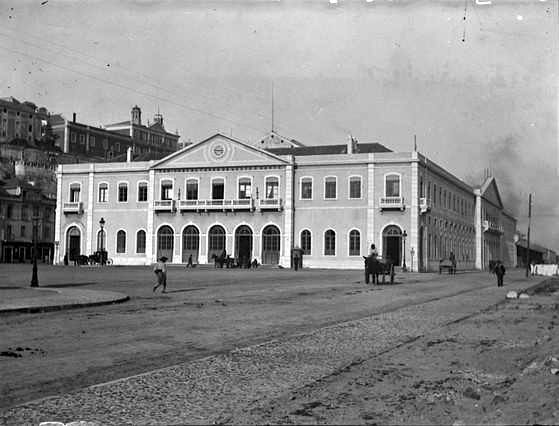
Budynek dworca w 1908

Ostateczny projekt na budowę Cais dos Soldados został zatwierdzony przez rząd w dniu 8 marca 1854; plan ten zakładał różne dworce kolejowe dla pasażerów i towarów, warsztaty naprawcze, lokomotywownię i kilka dróg serwisowych. Do budynku pasażerskiego, już w 1852 roku dodano teren dawnego klasztoru Santa Apolónia, ale konieczne byłoby wyburzenie Arsenału, którego w tym czasie nie było.
Jednak kiedy to został otwarty pierwszy odcinek Caminho de Ferro do Leste, pomiędzy Carregado i Lizboną w dniu 28 września 1856 roku to jeszcze nie rozpoczęto budowy tej stacji, a terminal został umieszczony w tymczasowym budynku obok Pałacu Coimbra.

### Budowa i inauguracja
Projekt został zrealizowany przez Angela Arribas Ugarte, a prace zostały przeprowadzone przez inżyniera João Evangelista de Abreu i głównego inżyniera, Lecrenier. Budynek został wybudowany przez Oppermann. Stacja została otwarta w dniu 1 maja 1865. w 1873 roku otwarto pierwszą linię tramwaju konnego w Lizbonie, łącząć stację Santa Apolónia z Santos.

### Wiek XX
Między 1967 i 1989 roku istniało połączenie międzynarodowe TER Lisboa Expresso, które obsługiwało połączenia między Lizboną i Madrytem.

### Wiek XXI
W grudniu 2007 roku stacja została podłączona do sieci metra w Lizbonie (niebieska linia).
Burmistrz Lizbony António Costa obronił w 2008 roku stację kolejową przed zamknięciem i przejęciem ruchu przez terminal rejsowy.